# Titularbistum Truentum
Truentum (ital.: Tronto) ist ein Titular(erz)bistum  der römisch-katholischen Kirche, das auf einen Bischofssitz der antiken Stadt Castrum Truentinum (heute Martinsicuro in Italien) zurückgeht.
| Titularbischöfe von Truentum |                              |                                 |                  |                  |
| Nr.                          | Name                         | Amt                             | von              | bis              |
| 1                            | Michael Ryan Patrick Dempsey | Weihbischof in Chicago (USA)    | 2. Mai 1968      | 8. Januar 1974   |
| 2                            | Francesco Colasuonno         | Diplomat des Heiligen Stuhls    | 6. Dezember 1974 | 21. Februar 1998 |
| 3                            | Mario Roberto Cassari        | Diplomat des Heiligen Stuhls    | 3. August 1999   | 19. August 2017  |
| 4                            | Michael William Fisher       | Weihbischof in Washington (USA) | 8. Juni 2018     | 1. Dezember 2020 |
| 5                            | Benoni Ambarus               | Weihbischof in Rom (Italien)    | 20. März 2021    | 18. Juni 2025    |